# فردیناندو ریوا
فردیناندو ریوا (انگلیسی: Ferdinando Riva; ۳ ژوئیهٔ ۱۹۳۰ – ۱۵ اوت ۲۰۱۴) بازیکن فوتبال اهل سوئیس بود.
وی عضو تیم ملی فوتبال سوئیس در جام جهانی فوتبال ۱۹۵۴ بوده است.